# 박스2D
박스2D(Box2D)는 에린(Erin Catto)에 의해 C++로 작성된 자유 오픈 소스 2차원 물리 시뮬레이터 엔진의 하나로, zlib 라이선스로 배포된다.

## 역사
박스2D는 2006년 GDC의 에린(Erin Catto)에 의해 "박스2D 라이트"로 첫 출시되었다. 2007년 11월 11일, 소스포지에 오픈 소스로 릴리스되었다. 2010년 1월 17일, 박스2D는 호스팅을 위해 구글 코드로 프로젝트를 이동하였다.
2008년 3월 6일, 버전 2.0을 런칭하여 지속적 충돌 감지를 도입하고 API를 개선하였다.

## 이 엔진을 사용하는 프로그램
- Blitz BASIC
- ENIGMA Development Environment
- 게임메이커: 스튜디오
- libGDX
- Stencyl
- 유니티
- Construct2
- Isogenic Engine
- LÖVE: 게임용 물리 엔진 사용[4]
- 클릭팀 퓨전
- Defold (2016년 킹에 의해 출시)